# Armando Corrêa da Silva
Armando Corrêa da Silva (Taquaritinga, São Paulo, 26 de novembro de 1931 – São Paulo, São Paulo, 26 de agosto de 2000) foi um geógrafo brasileiro, professor na área de geografia humana na Universidade de São Paulo.
Corrêa da Silva trabalhou como professor no Programa de Pós-Graduação em Geografia da Faculdade de Ciências e Tecnologia, UNESP, de Presidente Prudente.

## Biografia
Corrêa da Silva bacharelou-se em Ciências Sociais pela Faculdade de Filosofia, Ciências e Letras da Universidade de São Paulo e obteve o título de doutor em geografia pelo Departamento de Geografia da Universidade de São Paulo, com o trabalho "0 Litoral Norte do Estado de São Paulo (Formação de uma Região Periférica)".  Na USP, foi professor titular e se tornou livre-docente com a tese "A Metrópole Ampliada e o Bairro Metropolitano, O Caso de São Paulo, O Bairro da Consolação".
Levando uma vida eclética, foi balconista, entregador, militante comunista e militante na Associação dos Geógrafos Brasileiros, foi eleito presidente da AGB em Salvador, nos anos 1990-1992, sendo responsável inicial pela reestruturação da AGB nos anos 1990. Trabalhou por vários anos no Programa de Pós-Graduação em Geografia da Faculdade de Ciências e Tecnologia, UNESP, de Presidente Prudente.
Realizou dois encontros nacionais, o 2º Fala Professor de 1991 na USP  e o 9º ENG na UNESP de Prudente em 1992. Nos anos 1990, sua linha de pesquisa foi: "0 Futuro do Homem e do Espaço na Década de 90".
Foi orientador de dezenas de dissertações e teses, tendo como orientandos grandes nomes da geografia  como os dos geógrafos Ruy Moreira e Antonio Carlos Robert de Moraes.

## Aporte teórico
Corrêa da Silva era, junto com Milton Santos, um protagonista principal do debate da ontologia em geografia. Seus escritos constituem a epistemologia geográfica armandiana.
Ele propôs para a ciência geográfica o método que ele intitulou fenomenologia ontológica. Para isso, ele realizou interlocução com alguns filósofos importantes no século XX, como Georg Lukács e Jean-Paul Sartre.

## Publicações

### Artigos
- O litoral norte do Estado de São Paulo. São Paulo: IG/USP, 1975.
- China, Uma Revolução Dentro da Revolução/Estrutura do Proletariado Urbano. Revista Civilização Brasileira nº 13. Rio de Janeiro: Civilização Brasileira, Maio/1967.
- A Subtotalidade Geografia e Sua Especificidade. Anais do 4º Encontro Nacional dos Geógrafos, AGB, Rio de Janeiro, 1980.
- Revista de Geografia (UNESP): Geografia e Regionalização (uma perspectiva neopositiva) São Paulo: Ed. Unesp, 1984, p. 109-112.
- Boletim Paulista de Geografia nº 60: A Renovação Geográfica no Brasil – 1976/83 (As Geografias Crítica e Radical em uma Perspectiva Teórica). São Paulo: Edições AGB, 1983, p. 73-140.
- Boletim Paulista de Geografia nº 71: Sujeito e Objeto e os Problemas da Análise. São Paulo: Edições AGB, 1993, p. 105-112.
- Boletim Paulista de Geografia nº 76: Produção, Circulação, Troca e Consumo de Serviços no Capitalismo Monopolista de Estado – Uma Leitura de “O capital”. São Paulo: Edições AGB, 1999, p. 113-134.
- Terra Livre nº 07: Ponto de Vista: O pós-Marxismo e o Espaço Cotidiano. São Paulo: Marco Zero/AGB, 1990, p. 59-62.
- Terra Livre nº 09: Antologia Analítica: Teoria e Método. São Paulo: Marco Zero, 1991, p. 129-133.
- Terra Livre nº 11-12. A Controvérsia Modernidade x Pós-Modernidade. São Paulo: Edições AGB, 1996, p. 265-268.
- Revista Geografia/UEL Vol. 07. Software e Valor. Londrina: Ed. UEL, 1993, p. 07-32.
- Software Livre e Valor, São Paulo, USP, 1991. Fotocopiado, 8p.
- 5º ENG Anais. O Valor do Solo Urbano. Porto Alegre: Edições AGB, 1982, p. 402-405.
- Revista de Geografia/USP. Nº 1. Natureza do Trabalho de Campo em Geografia Humana e suas Limitações. São Paulo: Edusp, 1982. P. 49-54.
- Revista de Geografia/USP. Nº 2. O que é o Geógrafo Profissional? São Paulo: Edusp, 1983. P. 81-92.
- Revista de Geografia/USP. Nº 3. A Concepção Clássica da Geografia Política. São Paulo: Edusp, 1984. P. 103-107.
- Orientação Nº 7. Fenomenologia e Geografia. São Paulo: Edusp, 1986. P. 53-56.
- Geografia da População. Apostila. São Paulo, 1985.
- Apresentação, in Teoria e Método, Seleção de Textos Nº 10, São Paulo: AGB-DEN, 1985.
- A Produção do Espaço e Valor. Anais do 5º CBG. Curitiba: Letra das Artes, 1994, p.301-307.
- Aparência o ser e a forma. GEOgrafia nº 3, ano II, UFF, Rio: 2000.  p.7-25.
- A Sociedade Urbana e os Caminhos da Modernidade e da Pós-Modernidade. Revista Paranaense de Geografia, ano 6, nº. 6, Curitiba: Letra das Artes, 2001, p.111-117.

### Livros
- O Litoral Norte do Estado de São Paulo: Formação de uma Região Periférica. São Paulo: Edusp, 1975. 280 p.
- O Espaço fora do lugar.  São Paulo: HUCITEC, 1978.
- De Quem é o Pedaço? Espaço e Cultura. São Paulo: Editora Hucitec. 1986.
- Geografia e Lugar Social. São Paulo: Contexto, 1991. ISBN 8572440038
- Saudades do Futuro, São Paulo: Mandacaru, 1993.
- A Renovação Geográfica no Brasil e Outros Escritos. São Paulo: Hucitec, 1994.

## Citação
"Na corrida de nosso tempo, espaços a subjetividade, a objetividade tendem a convergir em direção ao futuro."